# Breisgau

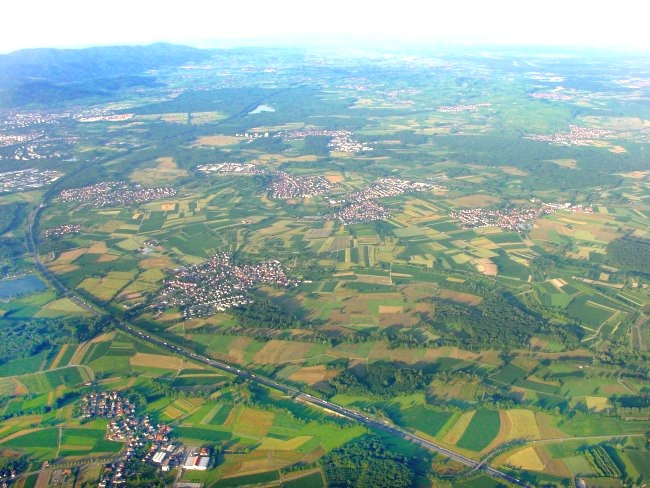
Breisgau vanuit de lucht

De Breisgau is een streek in Baden-Württemberg, tussen de Rijn en het Zwarte Woud. De naam is terug te vinden in de naam van de stad Freiburg im Breisgau en het district Breisgau-Hochschwarzwald. Ook ligt een deel van de historische Breisgau in het district Emmendingen.
De naam komt voort uit Breisgouw, de gouw rond de stad Breisach. Andere plaatsen zijn Bad Krozingen, Staufen im Breisgau, Endingen am Kaiserstuhl, Kenzingen, Neuenburg en Emmendingen.